# لورينتيس ليه
لورينتيس ليه هو لاعب كرة قدم روماني، ولد في 8 سبتمبر 2004 في بوخارست في رومانيا. لعب مع FC Metaloglobus București ‏.

## وصلات خارجية
- لورينتيس ليه على موقع قاعدة بيانات كرة القدم.إي يو (الإنجليزية)
- لورينتيس ليه على موقع Soccerway.com (الإنجليزية)